# Joodse begraafplaats (Delft)

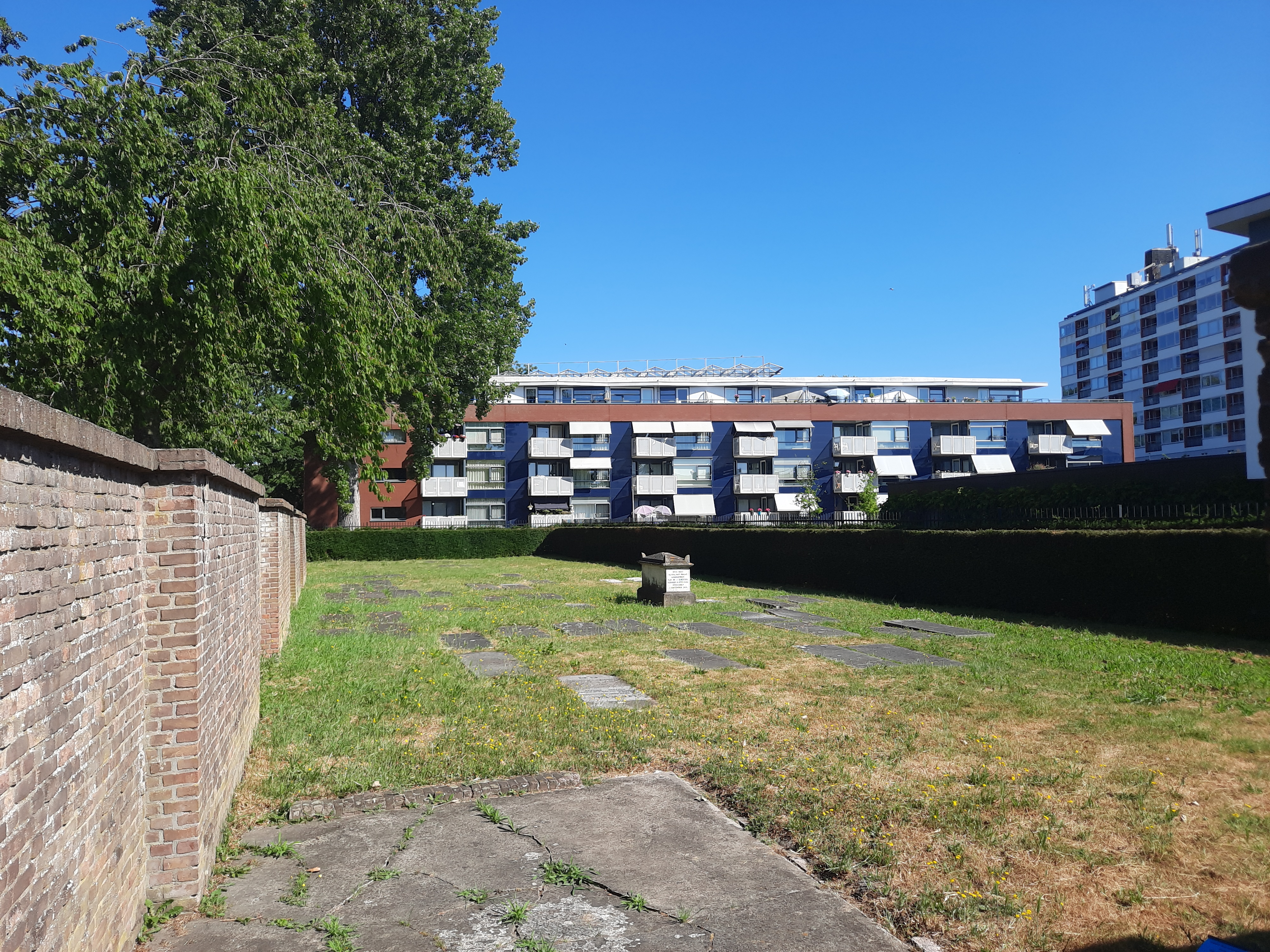

De Joodse begraafplaats in de plaats Delft, in de Nederlandse provincie Zuid-Holland, is gelegen aan de Geertruyt van Oostenstraat. Ze werd in gebruik genomen in 1845. De dodenakker bestaat uit een circa 700 m² groot rechthoekig grasveld met 51 liggende grafstenen en 1 tombe. De laatste begrafenis vond plaats in 1938. In 1959 zijn de staande stenen neergelegd op een betonnen plaat. Vrij bijzonder is dat wat wel gebruikelijk is niet alle stenen stonden. In totaal liggen hier 187 personen begraven.
De begraafplaats is in eigendom van de Nederlandsch Israëlitische Gemeente Den Haag.
De Joodse gemeente van Delft was nooit groot en in 1927 werd zelfs verzocht om opheffing. Dat werd afgewezen, maar de Jodenvervolging in de Tweede Wereldoorlog zorgde uiteindelijk voor de ondergang van de gemeente. In 1962 werd de Joodse gemeente van Delft bij die van Den Haag gevoegd.